# 매직콘서트 이것이 마술이다
〈매직콘서트 - 이것이 마술이다〉는 《일밤》에서 방송한 2부 코너이다. 2012년 12월 2일부터 2013년 4월 7일까지 방영되었다.

## 출연 마술사
- 최현우 / 한국 (1회 ~ 19회)
- 루이스 데 마토스 / 포르투갈 (1회 ~ 2회)
- 가이 바브리 / 이스라엘 (3회 ~ 4회)
- 바나첵 / 영국 (5회 ~ 6회)
- 미겔 푸가 / 스페인 (7회 ~ 8회)
- 우치다 타카미츠 / 일본 (8회)
- 안젤라 / 미국 (8회~9회)
- 대니 오션 / 독일 (9회)
- 매직가이즈 / 한국 (1회~ 19회)

## 시청률

### 2012년 시청률
| 회차  | 방송일    | 시청률              | 시청률 |
| 회차  | 방송일    | AGB닐슨 전국 시청률 |        |
| ----- | --------- | ------------------- | ------ |
| 제1회 | 12월 2일  | 5.7%                |        |
| 제2회 | 12월 9일  | 5.8%                |        |
| 제3회 | 12월 16일 | 5.7%                |        |
| 제4회 | 12월 23일 | 5.0%                |        |
| 제5회 | 12월 30일 | 6.9%                |        |

### 2013년 시청률
| 회차   | 방송일   | 시청률              | 시청률 |
| 회차   | 방송일   | AGB닐슨 전국 시청률 |        |
| ------ | -------- | ------------------- | ------ |
| 제6회  | 1월 6일  | 5.2%                |        |
| 제7회  | 1월 13일 | 5.7%                |        |
| 제8회  | 1월 20일 | 5.6%                |        |
| 제9회  | 1월 27일 | 7.3%                |        |
| 제10회 | 2월 3일  | 5.1%                |        |
| 제11회 | 2월 10일 | 4.5%                |        |
| 제12회 | 2월 17일 | 5.4%                |        |
| 제13회 | 2월 24일 | 5.7%                |        |
| 제14회 | 3월 3일  | 4.9%                |        |
| 제15회 | 3월 10일 | 5.8%                |        |
| 제16회 | 3월 17일 | 5.2%                |        |
| 제17회 | 3월 24일 | 5.9%                |        |
| 제18회 | 3월 31일 | 5.3%                |        |
| 제19회 | 4월 7일  | 5.2%                |        |

- TNmS와 AGB닐슨 미디어 리서치에서 공개한 표를 바탕으로 작성한 시청률이다. 빨간색 글씨는 최고 시청률, 파란색 글씨는 최저 시청률을 나타낸다.

## 경쟁 프로그램
- 일요일이 좋다
  - K팝 스타 2 (1부 프로그램)
  - 런닝맨 (경쟁 프로그램)
- 해피선데이
  - 남자의 자격 (1부 프로그램)
  - 1박 2일 (경쟁 프로그램)
- 일밤
  - 아빠! 어디가? (1부 프로그램)